# Aphantopus obsoleta
Aphantopus obsoleta är en fjärilsart som beskrevs av Tutt 1896. Aphantopus obsoleta ingår i släktet Aphantopus och familjen praktfjärilar. Inga underarter finns listade i Catalogue of Life.